# Spider-Man Unlimited (игра)
Spider-Man Unlimited — мобильная игра в жанре бесконечного раннера, разработанная и выпущенная французской компанией Gameloft. В ней игрок управляет супергероем из комиксов американского издательства Marvel Comics Человеком-пауком и его альтернативными версиями и противостоит членам Зловещей шестёрки и их вариантам из мультивселенной. В отличие от других игр в этом жанре, прохождение которых ограничивается задачей пробежать как можно дальше, в Unlimited есть сюжетный режим. Другой особенностью проекта были регулярно обновляемые внутриигровые события.
Unlimited вышла на платформах Android, iOS и Windows Phone в сентябре 2014 года. Месяц спустя сотрудники Gameloft начали выпускать регулярные обновления, добавляя в игру новые сюжетные главы, Людей-пауков, врагов, события и уровни. Её техническая поддержка завершилась 31 марта 2019 года. Игра была скачана около 30 млн раз и получила положительные отзывы от различных рецензентов, которые хвалили управление, звук, анимацию и набор персонажей, но в то же время сетовали на влияющую на реиграбельность проекта систему энергии.

## Игровой процесс
Spider-Man Unlimited — бесконечный раннер, в котором Человек-паук бежит по крышам Нью-Йорка, зданию Oscorp, космическим кораблям Зловещей шестёрки и устройству Доктора Осьминога, попутно пересекая препятствия, побеждая врагов и собирая бонусы и флаконы. В то время как в сражениях с обычными противниками игрок наносит удары, проводя пальцем по экрану, в битвах с боссами ему необходимо бросать в них попадающиеся на пути предметы. С каждым побеждённым врагом и пересечённым препятствием возрастает счётчик комбо. Помимо беговых сегментов в игре есть уровни, на которых герой раскачивается на паутине и карабкается по зданиям.
В отличие от других игр в жанре бесконечного раннера, прохождение которых ограничивается задачей пробежать как можно дальше, в Unlimited есть сюжетный режим с различными целями: например, победить определённое количество врагов или босса, собрать предметы или достичь обозначенной точки. Он разделён на несколько глав, так называемых «выпусков», каждая из которых содержит 5 основных миссий, заканчивающихся сражением с боссом, и побочные миссии; некоторые из них посвящены конкретным версиям протагониста. Изначально доступ к отдельным заданиям открывался при достижении персонажем определённого уровня, однако после выхода третьего обновления для их открытия требовалось необходимое количество «паучьих сил». За выполнение миссий игрок получает очки опыта, которые повышают его уровень и количество внутриигровой валюты — обычных флаконов или более редких ISO-8. Их игроки могут потратить на улучшение характеристик персонажей и приобретение альтернативных версий Человека-паука.
Чтобы получить новую версию Человека-паука в качестве игровой карты, пользователь может использовать свои флаконы или ISO-8 для открытия портала в альтернативное измерение, из которого прибывает случайный вариант персонажа, уровень которого определяется количеством звёзд под его картой; повысить уровень позволяют полученные во время пробежки очки опыта, а также повышение характеристик одной из карт за счёт уничтожения или поглощения другой. Благодаря флаконам, как правило, открывающим трёх- или четырёхзвёздного героя, у игроков есть небольшой шанс приобрести редкие версии Человека-паука, в то время как ISO-8 гарантируют получение таких персонажей. У каждой карты есть счётчик очков, который возрастает после повышения уровня Человека-паука, и особая способность: например, Паучья броня увеличивает итоговый рейтинг пробежки на 30 %. Каждая карта занимает один из шести доступных слотов персонажей. Игроки могут разблокировать дополнительные слоты после завершения выпуска или приобрести их с помощью флаконов и ISO-8.
Помимо сюжетной кампании, в Unlimited присутствуют режим с бесконечной пробежкой и ограниченные по времени обновляемые внутриигровые события; в первом случае ценность полученной игроком награды зависит от его позиции в таблице лидеров, а во втором игрок соревнуется с другими пользователями, повышая рейтинг в этой таблице или выполняя определённые задачи, чтобы разблокировать уникальную для каждого события версию Человека-паука. Седьмое обновление добавило в Unlimited режим альянса, представляющий собой соревнование за контроль над территориями Нью-Йорка, в котором игрок может присоединиться к альянсу или создать свой собственный для противостояния с другими группами. Кроме того, пользователь может выполнять дополнительные миссии под названием Spidey Ops: в этом случае он отправляет на задания от одного до шести персонажей и не может использовать их в течение определённого периода; по возвращении они приобретают опыт и флаконы.
В соответствии с принципом действия внутриигровой системы энергии игрок получает 5 энергетических зарядов в начале прохождения. Активация одного пробега в любом режиме расходует один заряд, для восполнения которого требуется 10 минут. Пользователь может досрочно пополнить энергию с помощью ISO-8. Также раз в день игрок может запросить у своих друзей из таблицы лидеров их энергетические заряды.

## Сюжет
Человек-паук побеждает преступника по прозвищу Золотой гоблин, после чего Ник Фьюри сообщает ему, что Зелёный гоблин воспользовался межпространственным порталом для формирования Зловещей шестёрки из представителей различных вселенных, чтобы с их помощью захватить измерение Человека-паука. Агенты Щ.И.Т.а также используют этот портал, чтобы отправить герою на помощь его альтернативные версии и других сверхлюдей с паучьими способностями, таких как Девушка-паук, Свин-паук и Человек-паук 2099. Человек-паук настигает Зелёного гоблина и его вариантов и после победы над ними вступает в конфронтацию с альтернативными версиями Стервятника, Электро, Песочного человека, Доктора Осьминога и Мистерио, а также со Зловещими солдатами — бронированными бойцами, работающими на членов Зловещей шестёрки из различных вселенных.

## Разработка и выпуск
За разработку и выпуск Spider-Man Unlimited отвечала французская компания Gameloft. В создании проекта участвовали руководитель Батист Мармей, продюсер Стив Мелансон, дизайнер Корентен Дельпра, программист Джером Чен и композитор Паскаль Дион. 6 июня 2014 года представители Gameloft анонсировали выпуск Unlimited на мобильных устройствах и раскрыли детали сотрудничества с Marvel Entertainment. Во время Electronic Entertainment Expo был показан первый трейлер игры, а месяц спустя на San Diego Comic-Con International сотрудники компании презентовали второй трейлер. Релиз Unlimited для iOS, Android и Windows Phone состоялся 10 сентября.
Разработчики намеревались создать бесконечный раннер с участием Человека-паука, который отличался бы от других проектов в этом жанре. Для этого они решили сделать упор на способностях супергероя, однако, чтобы игровой процесс не ограничивался полётами на паутине, добавили в игру битвы с боссами и дополнительные механики. В конечном итоге они переосмыслили Unlimited как раннер с раскачиванием на паутине, сражениями и карабканьем по стенам. Сюжетная кампания была посвящена конфронтации Человека-паука и его альтернативных версий со Зловещей шестёркой. Разработчики изучали различные комиксные арки, такие как Spider-Verse, и консультировались с представителями Marvel. Менеджер по продукту Татьяна Нахаи отвечала за подборку альтернативных версий персонажей и обсуждала свои идеи с нарративным дизайнером. Последний, в свою очередь, советовался со сценаристом комиксов Фредом Ван Ленте при сочинении сюжета и диалогов. Аналогичным образом представители Marvel делились своими соображениями относительно добавления новых героев и локаций. При создании окружения дизайнеры уровней размышляли над тем, какие препятствия и боссы лучше подойдут для конкретных этапов. По мере выпуска обновлений были добавлены новые места действия, такие как Хай-Лайн, Нью-Йорк 2099 года и заснеженный Нью-Йорк.
При создании анимации различных персонажей разработчики вдохновлялись предыдущими играми, фильмами и комиксами о Человеке-пауке. Создатели пытались сбалансировать героев: например, мужские и женские версии Человека-паука обладали схожими способностями, несмотря на различный набор навыков. Изначально представители Marvel разрешили разработчикам использовать только 30 персонажей, однако те запросили большее количество, чтобы разнообразить набор героев. Создатели рассматривали предложения фанатов персонажа относительно появления той или иной версии на своих форумах, странице Facebook, Reddit и трансляциях на Twitch, однако делали упор на тематических вариантах, например монстрах-пауках — Икс-Паук и Тарантул— или героях из других измерений. Сотрудники Gameloft добавили в игру персонажей класса «Титан», находившихся за пределами 100 уровня, так как предполагали, что игроки в конечном итоге максимально усилят своих героев; тем не менее, для сохранения внутриигрового баланса и ценности остальных Людей-пауков они сделали «Титанов» труднодоступными.
Основная причина выпуска регулярных обновлений заключалась в желании Gameloft добавить в игру больше тематических персонажей, предварительно одобренных представителями Marvel. Таким образом, выпущенное в октябре 2014 года первое обновление положило начало сюжетной линии Spider-Verse, которая продолжалась вплоть до четвёртого обновления, вышедшего в апреле следующего года. Главные антагонисты этой истории Наследники — сначала Карн и Морлан, затем Деймос и Дженникс и, наконец, Солус — столкнулись с героями в событии Great Hunt. Седьмое обновление было посвящено сюжетной линии Spider-Island. В рамках восьмого обновления, продолжающего Spider-Island, в игре появилась героиня комикса Amazing Spider-Man: Renew Your Vows Энни Паркер и костюмы из импринта All-New, All-Different. Некоторые элементы были представлены в игре раньше, чем в комиксах: например, в декабрьском обновлении 2014 года показали новый костюм Женщины-паука, в то время как в комиксах его раскрыли лишь в марте 2015 года.
Также обновления расширяли сюжетную кампанию: в качестве боссов появились Песочный человек, Доктор Осьминог, Мистерио и Веном. В Unlimited состоялся игровой дебют некоторых героев, среди которых были Гвен-паук, Шёлк, Паук-панк и Арахнид-младший. В обновлениях были добавлены тематические бои с определёнными злодеями, такими как Джек-фонарь, Гидромен и Серебряный Соболь. Некоторые из них также исправляли различные баги, оптимизировали совместимость игры с устройствами Windows Phone с 512 мегабайтами оперативной памяти и программой лицензирования периферийных устройств MFi.
27 апреля 2018 года одновременно с премьерой картины «Мстители: Война бесконечности» в игре появилось дополнительное событие, в котором суперзлодей Танос отправился на поиски Камней Бесконечности. В 32-м обновлении были добавлены вариация костюма Железного паука из медиафраншизы «Кинематографическая вселенная Marvel» и персонажи из «Вселенной Венома». Техническая поддержка Spider-Man Unlimited завершилась 31 марта 2019 года, после чего игра стала недоступна для скачивания и прохождения.

## Восприятие
| Сводный рейтинг       | Сводный рейтинг |
| Агрегатор             | Оценка          |
| --------------------- | --------------- |
| Metacritic            | 79/100          |
| Иноязычные издания    |                 |
| Издание               | Оценка          |
| TouchArcade           | [ 1 ]           |
| 148Apps               | [ 5 ]           |
| Русскоязычные издания |                 |
| Издание               | Оценка          |
| PlayGround.ru         | 7/10            |

Критики и пользователи оценили Spider-Man Unlimited положительно — на момент декабря 2014 года её скачали более 30 млн раз. Различные рецензенты отмечали «преданное и хардкорное» фанатское сообщество игры. На сайте-агрегаторе рецензий Metacritic она имеет оценку 79 баллов из 100 на основе 10 рецензий. В своём обзоре для Gamezebo Джим Сквайрс заявил, что Unlimited является не только хорошим раннером, но и достойной игрой про супергероев. Аналогичным образом Шон Масгрейв из TouchArcade рекомендовал её как фанатам Человека-паука, так и фанатам бесконечных раннеров. Рецензент Polygon Джастин Макэлрой назвал игру первоклассной. Сотрудники Download.com хвалили графику, паучьи способности и сохранение классических элементов раннеров. Дженнифер Аллен из 148Apps.com резюмировала: «Несмотря на [некоторые проблемы], Spider-Man Unlimited — это на удивление хорошо сделанный бесконечный раннер». В то же время обозреватель Pocket Gamer Питер Уиллингтон отметил, что хотя фанаты Человека-паука «будут разочарованы» проектом, он всё равно представляет собой высококачественный раннер.
Сквайрс, Уиллингтон и Макэлрой положительно оценили отзывчивое управление, а сотрудники Download.com — интуитивность игры. Отдельной похвалы Масгрейв и Уиллингтон удостоили озвучку, музыку и звуковые эффекты. К числу сильных сторон Масгрейв, Уиллингтон и Макэлрой отнесли визуальную составляющую, в частности, стилизованную под комиксы графику и разнообразные локации. Сквайрс отметил «идеальное сочетание скорости, юмора, миссий и предметов коллекционирования», а Макэлрой и сотрудники Download.com — возможность коллекционирования различных Людей-пауков. Сквайрс и Масгрейв указали на разбавляющие бег раскачивание на паутине и карабканье по стенам, благодаря которым игра не успевала надоесть.
С другой стороны, по мнению Масгрейва, визуальная составляющая отвлекала от игрового процесса. Уиллингтон раскритиковал сюжетную кампанию за простую историю и отсутствие развития персонажей. Сотрудники Download.com также сетовали на некоторые лаги и баги, а Масгрейв и Аллен заявили, что время от времени игра не распознавала свайпы. В то время как Сквайрс негативно высказался о необходимости достижения определённого уровня для доступа к некоторым миссиям, Масгрейв назвал самой спорной частью игры систему энергии и раскритиковал её наряду с Уиллингтоном, Аллен и Майком Фэйи из Kotaku. Несмотря на это, Макэлрой пришёл к выводу, что игроки могут обойти микротранзакции и не тратить денежные средства. Хотя Дэвид Чепмен из Common Sense Media дал положительную оценку игре за «отлично переданную атмосферу комиксов», он критиковал частоту рекламы и всплывающих окон, постоянно побуждающих пользователей что-то купить.
Когда представители Gameloft объявили о прекращении технической поддержки Unlimited, Райан Уинслетт из CinemaBlend и Тайлер Фишер из ComicBook.com предвидели разочарование фанатов игры, так как её сюжет оборвался на клиффхэнгере. С другой стороны, Фишер полагал, что некоторые из них ожидали такой исход, а Уинслетт оценил решение Gameloft обозначить закрытие проекта за три месяца, так как другие мобильные игры нередко прекращали функционировать без предварительного объявления. Также Уинслетт счёл прекращение технической поддержки Unlimited удивительным явлением, так как другие недавно вышедшие медиа про Человека-паука — «Человек-паук: Возвращение домой», «Человек-паук: Через вселенные» и Marvel’s Spider-Man — были коммерчески успешными.